# David Smith (bocciaspeler)
David Smith (Eastleigh, 2 maart 1989) is een Britse boccia-speler die drie keer goud heeft gewonnen op de Paralympische Spelen. Smith komt uit in de BC1-klasse.

## Levensloop
Smith kreeg op eenjarige leeftijd de diagnose hersenverlamming. Hiervoor ging Smith naar het ontwikkelingscentrum in Winchester voor gehandicapte kinderen. Smith ging naar een school voor kinderen die speciale behoeften nodig hebben. Op deze school kwam Smith voor het eerst in aanmerking met boccia. Op de basisschool was er nog niet interesse in de bocciasport totdat Smith naar de middelbare school ging en een talent was in: boccia, drummen, rolstoelhockey, rolstoelvoetbal en para-atletiek. Hij werd op veertienjarige leeftijd de jongste speler ooit die de Britse bocciakampioenschappen won en won talloze nationale titels in andere sporten.
Kort na Smiths nationale titel in 2004 sloot hij zich aan bij de nationale ploeg van Engeland en Wales, daarna volgde zijn internationale debuut. Het was nog te vroeg voor de Paralympische Zomerspelen 2004 maar hij won dat jaar erna op het Europees kampioenschap, samen met de BC1-2-ploeg in de landenwedstrijd een zilveren plak. Het eerstvolgende WK in 2007 pakte Smith twee gouden plakken: individueel in de BC-1-klasse en in de gemengde landenwedstrijd. Hiervoor verzekerde Smith zich voor de Paralympische Zomerspelen 2008. Op het individuele toernooi van de Paralympische Zomerspelen 2008 won Smith twee wedstrijden en verloor er twee. Op doelsaldo bleek dit niet voldoende en strandde Smith al in de groepsfase. Samen met Dan Bentley, Nigel Murray en Zoe Robinson deed Smith mee aan de gemengde BC1-2-landenwedstrijd. Hierin werd goud gehaald, en dat betekende de eerste gouden plak voor het Verenigd Koninkrijk in dit onderdeel.
Tijdens de Paralympische Zomerspelen 2012 in eigen huis won Smith twee medailles: tijdens het individuele toernooi een zilveren en met de gemengde BC1-2-ploeg een bronzen plak. Vier jaar later op de Paralympische Zomerspelen 2016 wist Smith zijn eerste individuele Paralympische titel te winnen door in de finale van de Nederlander Daniël Perez te winnen. De editie hierna, de Paralympische Zomerspelen 2020, werd de titel geprolongeerd.

## Resultaten

### Paralympische Spelen
| Jaar | Plaats         | BC-1   | Gemengd BC1-2 |
| ---- | -------------- | ------ | ------------- |
| 2008 | Peking         | 14     | Goud          |
| 2012 | Londen         | Zilver | Brons         |
| 2016 | Rio de Janeiro | Goud   | 5             |
| 2020 | Tokio          | Goud   | 8             |
| 2024 | Parijs         | 4      | 5             |